# Philip Fleming
Philip Fleming, född 15 augusti 1889 i Newport-on-Tay, död 13 oktober 1971 i Woodstock, var en brittisk roddare.
Fleming blev olympisk guldmedaljör i åtta med styrman vid sommarspelen 1912 i Stockholm.